# مانويل مورا (موسيقي)
مانويل مورا (بالإنجليزية: Manuel Mora)‏ هو موسيقي أمريكي، ولد في 1919، وتوفي في 2001.